# يحيى طاشليجه لي
يحيى الطاشلي أو يحيى تشاليجالي من أشهر الشعراء العثمانيين في القرن 16 ومن أشهر أعماله كان «رثاء الأمير» عن الامير مصطفى ويقال أنه تم بناء على طلب من سليمان...

اشتهر برثاءه الأمير مصطفى بعد مقتله...

لا يعرف تاريخ ولادته ولكنها تقريبا 1488 ما يعني أنه أكبر من السلطان سليمان نفسه..وهو الباني من سلالة نبيلة..

دخل الجيش وهو صغير في الانكشارية ولكن عرف بميله للادب وكتابة القصائد...

شارك مع السلطان سليم الأول في مصر ومع سليمان في كثير من الحروب وعرف بشجاعته العسكرية...

تم القبض عليه من قبل رستم باشا بعد مقتل الأمير مصطفى بسبب كتاباته لكن السلطان عفا عنه بسبب اخلاصه للشعر ولاحساسه بالندم على قتل مصطفى...وأيضا يحيى كان جنديا في الانكشارية والجيش يغلي على رستم
 ...كل هذا انقذ حياة يحيى ورثاءه للامير المعروف باسم Prince Mustafa Mersiyes...(مرثية الأمير مصطفى)...
ولكن تم نفيه من قبل رستم بعد عودته للحكم..ولكن لم يتوقف عن أدبه واعماله حتى بالمنفى...
يقال انه توفي سنة 1582 ولكن مكان وجود الضريح مختلف عليه يقال في بورصة أو إسطنبول...
لديه 5 أعمال مشهورة وكتابات لا زالت إلى يومنا هذا....
مرثية الأمير مصطفى:
مرثية الأمير مصطفى التي كتبها يحيى الطاشلي وكاد ان يدفع حياته ثمناً لها بعد ان حكم عليه رستم باشا بالإعدام لولا عفو السلطان عنه.
_____________________
النجدة...النجدة... لقد هز هذا العالم خبر جلل فمن كان سيحكمه استعجل الأجل. . . الجلادون خنقوا مصطفى خان وقتلوه. . . غاب وجهه المنير كالشمس فتزعزع النظام
وجهه كان أكثر أشراقاً من الشمس...والان قد رحل...
انه ضحية المؤامرات...وغرق في الخطيئة والسباق العثماني...
ضايقهم ذكر اسم البطل على لسان السلطان...و أخيرا جعلوه يستدير حيث يريدون...
الدسيسة القذرة والعداءالكامن جعل آل عثمان يذنبون...
خرجت من عيوننا دموع متدفقة وحزن بلا نهاية واحترقت قلوبنا بنار الفراق...
بينما لم يرتكب الأمير المسكين جريمة مثلهم الأمير البريء خُنق من قبل حشد كبير من القتلة..
آه...لو لم تكن عيني قد رأته...عار على اولئك الذين ارتكبوا هذا الظلم...
الأمير يرتدي ثياباً بيضاء مثل الثلج...ووجهه مضيء أكثر من الشمس..عندماينظر اليه مع والده...
وكان أدبه العثمانيين مثل شجرة مزهرة...والخيام المحيطة حوله مثل الجبال الثلجية...
سلطان العالم سليمان القانوني هو النار التي تحرق مع غضبه..
الأمير متوهج وسعيد مع الاجتماع القادم...تسابق إلى والده لتقبيل يده...لكنه لم يخرج من خيمة والده...
مصطفى...وجهه مليء بالضؤ مثل القمر...
هطلت الكثير من الدموع أكثر من سحابات المطر في الربيع من اولئك الذين رأو جنازة مصطفى...
كان مثل محيط من العلوم...وعلمه يضيء ليصل إلى كل مكان مثل هلال القمر...
عندما ذهب مصطفى لم يعد هذا موجوداً بعد الآن...
حُطم الأمير المسكين مصطفى...حزنوا عليه حتى النجوم في السماء...
في المساء...كسروا معه قلوب كل الشعب العثماني المغطى بالدم...
وعيناهم في البكاء من الحزن والفراق...كانوا في حزن عظيم...
وجه الأمير المضيء مثل القمر..قُتل في الصراع من اجل العرش...
مثل الافعى التفت حول رقبته...ونكس رأسه بتواضع قبل مصيره..
قُتل ضحية لظلم كبير..واستشهد الأمير غير المذنب....
سقط بلا حراك على الأرض..والسعادة لاستشهاده ذهبت لاستلام جائزة الأمير الأكثر نُبلاً على الأرض«مصطفى»
مرثية الأمير مصطفى:
مرثية الأمير مصطفى التي كتبها يحيى الطاشلي وكاد ان يدفع حياته ثمناً لها بعد ان حكم عليه رستم باشا بالإعدام لولا عفو السلطان عنه.
1. ↑  "معلومات عن يحيى طاشليجه لي على موقع viaf.org". viaf.org. مؤرشف من الأصل في 2016-10-01.
2. ↑  "معلومات عن يحيى طاشليجه لي على موقع isni.org". isni.org. مؤرشف من 0000 7992 9891 الأصل في 2020-03-25. اطلع عليه بتاريخ 2020-11-06. {{استشهاد ويب}}: تحقق من قيمة |مسار= (مساعدة)
3. ↑  "معلومات عن يحيى طاشليجه لي على موقع id.worldcat.org". id.worldcat.org. مؤرشف من الأصل في 2020-11-06.